# Regioni della Slovacchia

Regioni della Slovacchia

Le regioni della Slovacchia (in lingua slovacca kraje, singolare kraj) sono la suddivisione territoriale di primo livello del Paese e sono pari a 8; ciascuna di esse si articola ulteriormente in distretti.

## Lista
| Localizzazione | Stemma | Regione                                         | Capoluogo       | Popolazione (2011) | Superficie (km²) |
| -------------- | ------ | ----------------------------------------------- | --------------- | ------------------ | ---------------- |
|                |        | Regione di Banská Bystrica Banskobystrický kraj | Banská Bystrica | 660 563            | 9 455            |
|                |        | Regione di Bratislava Bratislavský kraj         | Bratislava      | 602 436            | 2 052            |
|                |        | Regione di Košice Košický kraj                  | Košice          | 791 723            | 6 752            |
|                |        | Regione di Nitra Nitriansky kraj                | Nitra           | 689 867            | 6 344            |
|                |        | Regione di Prešov Prešovský kraj                | Prešov          | 814 527            | 8 981            |
|                |        | Regione di Trenčín Trenčiansky kraj             | Trenčín         | 594 328            | 4 502            |
|                |        | Regione di Trnava Trnavský kraj                 | Trnava          | 554 741            | 4 147            |
|                |        | Regione di Žilina Žilinský kraj                 | Žilina          | 688 851            | 6 801            |

## Evoluzione storica
Dal 1949 al 1990 e, di nuovo, a partire dal 1996, la Slovacchia è divisa in regioni; il loro numero, i confini e le funzioni sono cambiate parecchie volte durante gli ultimi 60 anni. Dal 1996 esistono otto regioni in cui è diviso il Paese e rientrano nei tre livelli di unità amministrative locali NUTS (Nomenclatura delle Unità Territoriali Statistiche) dell'Unione europea. Ogni kraj è diviso in un certo numero di distretti (in slovacco okres): in tutto il Paese ci sono attualmente 79 distretti.

### Prima del 1949
Storicamente, la Slovacchia non era divisa in regioni, ma in contee (župy o stolice). Questo avveniva quando la Slovacchia era parte di:
- Grande Moravia (IX secolo)
- Regno d'Ungheria (XI/XII secolo - 1918)
- Cecoslovacchia (i župy esistettero nel periodo 1918 - 1928)
- la Repubblica slovacca della II guerra mondiale (gli župy esistettero dal 1940 al 1945)

Dal 1928 al 1939 (e formalmente dal 1945 al 1948) la Slovacchia formò l'unità amministrativa della "terra slovacca" (Krajina slovenská) all'interno della Cecoslovacchia.

### Kraje dal 1949 al 30 giugno 1960
- Bratislavský kraj (Regione di Bratislava)
- Banskobystrický kraj (Regione di Banská Bystrica)
- Košický kraj (Regione di Košice)
- Nitriansky kraj (Regione di Nitra)
- Prešovský kraj (Regione di Prešov)
- Žilinský kraj (Regione di Žilina)

Ogni kraj fu chiamato come la città capoluogo.

### Kraje dal 1º luglio 1960 al 19 dicembre 1990
- Stredoslovenský kraj (Regione della Slovacchia centrale)
- Východoslovenský kraj (Regione della Slovacchia orientale)
- Západoslovenský kraj (Regione della Slovacchia occidentale)
- Bratislava (prima del 22 marzo 1968 era parte della regione di Západoslovenský, in seguito divenne entità separata; dal gennaio 1971 un kraj a sé stante)

I kraje furono aboliti dal 1º luglio 1969 fino al 28 dicembre 1970, e in seguito reintrodotti.

### Kraje dal 24 luglio 1996
Dopo un periodo senza suddivisione in regioni e senza nessun'altra entità che svolgesse le stesse funzioni tra il 1990 e il 1996, i kraje vennero reintrodotti nel 1996.
Dal 2002 la Slovacchia è inoltre divisa in 8 samosprávne kraje (Regioni Autonome), che sono chiamate, secondo la Costituzione, vyššie územné celky (Unità territoriali superiori), abbreviato in VÚC. Il territorio e i confini delle regioni autonome sono gli stessi di quelli dei kraje, pertanto la parola "kraj" può essere sostituita da "VÚC" o "samosprávny kraj". La principale differenza tra le due entità è l'elezione dei membri delle assemblee: i membri del kraj erano nominati dal governo, mentre quelli dei samosprávne kraje sono eletti dal popolo, e presentano una maggiore autonomia.
Secondo alcuni studiosi, la riorganizzazione del territorio operata nel 1996 avrebbe inciso negativamente sui diritti della minoranza ungherese (circa 600.000 persone), che sperava di ottenere maggiori concessioni. I confini amministrativi introdotti nel 1996 secondo questa visione sarebbero infatti finalizzati a dividere in quattro regioni le aree abitate dagli ungheresi, in modo tale da evitare che questi ultimi possano aspirare a costituire delle entità autonome in cui poter difendere meglio la loro identità.